# Labarrus kasyi
Labarrus kasyi är en skalbaggsart som beskrevs av Rudolph Petrovitz 1965. Labarrus kasyi ingår i släktet Labarrus och familjen Aphodiidae. Inga underarter finns listade i Catalogue of Life.